# Antyterroryzm

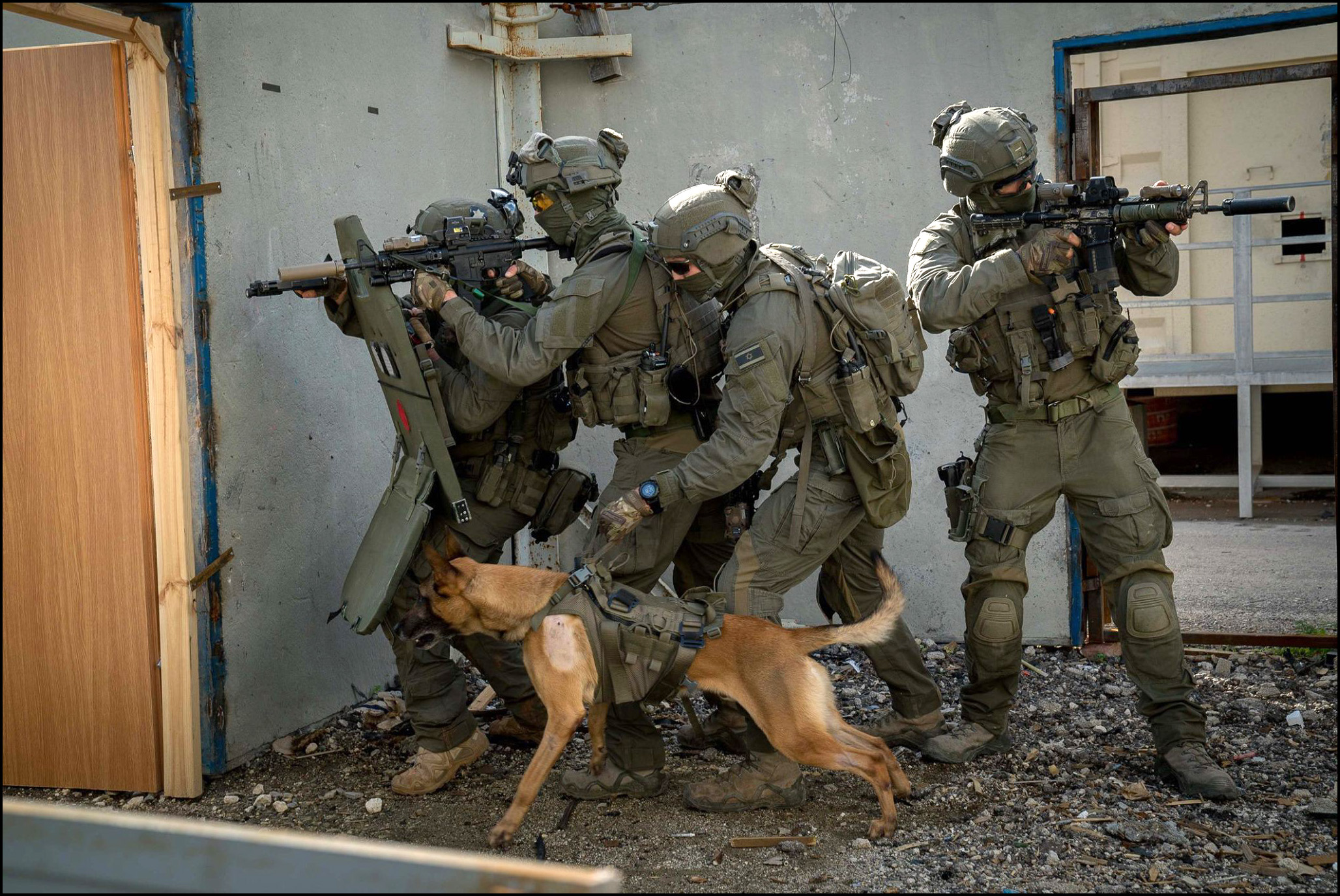
Funkcjonariusze izraelskiej jednostki antyterrorystycznej Jamam

Antyterroryzm (kontrterroryzm) – całokształt działań wymierzonych w zwalczanie i zapobieganie aktom terrorystycznym.
Działania antyterrorystyczne mają charakter ochronny, mający na celu najczęściej zmniejszenie prawdopodobieństwa zaistnienia ewentualnego zamachu terrorystycznego oraz minimalizację jego skutków. Obejmują ochronę osób i mienia, przygotowanie planów działania w sytuacji kryzysowej, utrzymywanie w gotowości sił i środków w celu udzielenia pomocy oraz określenie i ocenę możliwych zagrożeń.

## Przykładowe oddziały antyterrorystyczne na świecie
- Samodzielne pododdziały kontrterrorystyczne Policji – Polska
- GSG 9 – Niemcy
- GIGN – Francja
- SAS – Wielka Brytania
- SWAT – USA
- Specnaz Wojsk Wewnętrznych MSW FR – Rosja

## W Polsce
W Polsce mianem „antyterroryzmu” określa się z reguły także całokształt działań dotyczących zapobiegania i zwalczania terroryzmu, a więc także działania określane zgodnie z nomenklaturą zachodnią jako „kontrterroryzm”. Kompleksowe podstawy prawne przeciwdziałania i zwalczania terroryzmu w Polsce określone zostały w ustawie z dnia 10 czerwca 2016 r. o działaniach antyterrorystycznych (Dz.U. z 2025 r. poz. 194). Ustawa ta została konstrukcyjnie podzielona na siedem rozdziałów, przy czym fundament zawartych w niej rozwiązań został oparty na wyodrębnionych czterech fazach podejmowania czynności antyterrorystycznych. Składają się na nie: 1) działania zapobiegające zdarzeniom o charakterze terrorystycznym – powierzone Szefowi ABW; 2) przygotowanie do przejmowania kontroli nad zdarzeniami o charakterze terrorystycznym w drodze zaplanowanych przedsięwzięć; 3) reagowanie w przypadku wystąpienia takich zdarzeń; 4) odtwarzanie zasobów przeznaczonych do reagowania na te zdarzenia – powierzone ministrowi właściwemu do spraw wewnętrznych.

### Polska a porozumienia antyterrorystyczne
Rzeczpospolita Polska jest stroną wielu międzynarodowych porozumień dotyczących terroryzmu. Są to:
- Organizacja Narodów Zjednoczonych
- Unia Europejska
- Sojusz Północnoatlantycki
- Rada Europy
- Organizacja Bezpieczeństwa i Współpracy w Europie

Ponadto są powołane także instrumenty, których zadaniem jest reagowanie na zagrożenia mające charakter terrorystyczny. Jest to:
- Globalne Forum Antyterrorystyczne (The Global Counterterrorism Forum − GCTF)
- Międzynarodowa Organizacja Policji Kryminalnej (The International Criminal Police Organisation − Interpol) w której strukturach funkcjonuje Grupa Specjalna ds. Przeciwdziałania Praniu Pieniędzy (The Financial Action Task Force − FATF)
- Grupa Działań ds. Zwalczania Terroryzmu (The Counter-Terrorism Action Group – CTAG) działająca w państwach Grupy G-8 (Kanada, Francja, Niemcy, Włochy, Japonia, Rosja, Wielka Brytania i Stany Zjednoczone Ameryki)
- Komitet Ekspertów ds. Oceny Systemów Zwalczania Procederu Prania Pieniędzy i Finansowania Terroryzmu (The Committee of Experts on the Evaluation of Anti-Money Laundering Measures and the Financing of Terrorism− Moneyval).
- Grupa Egmont – międzynarodowa instytucja zaangażowana w walkę z finansowaniem terroryzmu